# 赵凌波
赵凌波（1908年—1942年），四川泸州人，新四军人物。

## 生平
早年参加川军，与红军作战时被俘参加红军，后加入中共；1932年后，任红二十五军经理处政委、第223团政委，中共鄂豫陕省委委员，参加红二十五军长征，到达陕北后，任红十五军团第75师政委。 
抗日战争开始后，先任八路军第115师344旅687团副团长，后根据中共大本营安排，赵凌波到新四军，被派往新四军任第3支队参谋长，后任新四军司令部参谋处处长。
1941年皖南事变中被俘，随后投靠国民政府。1942年，受国民政府派遣，潜入新四军根据地。但刚进入新四军根据地，即被发现，并遭处决。